# Kim Seong-jip
Kim Seong-jip (in coreano: 김성집; Seul, 13 gennaio 1919 – Seul, 20 febbraio 2016) è stato un sollevatore sudcoreano.
Partecipò a tre edizioni dei Giochi Olimpici dal 1948 al 1956, vincendo due medaglie e terminando al 5º posto a Melbourne 1956.

## Palmarès

### Olimpiadi
- Bronzo a Londra 1948 nei pesi medi.
- Bronzo a Helsinki 1952 nei pesi medi.

### Mondiali
- Bronzo a Filadelfia 1947 nei pesi medi.

### Giochi asiatici
- Oro a Manila 1954 nei pesi medio-massimi.